# Szoliton

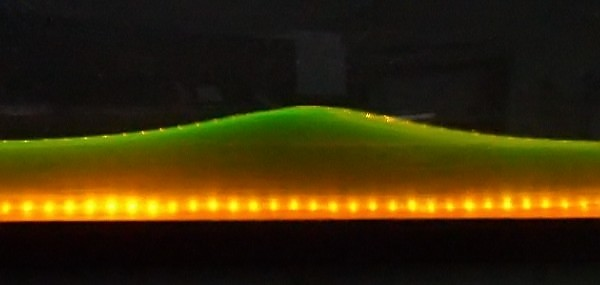
Laboratóriumban létrehozott szolitáris hullám

A szolitonok nagy amplitúdójú nemlineáris hullámok, melyek szemben a kis amplitúdójú lineáris hullámokkal, megtartják koherens alakjukat. Az elnevezése a latin „solitarius” szóból ered, amely egyedülit vagy magányost jelent. A szolitonok egyik külön érdekessége, hogy hullámcsomag jellegűek, és részecsketulajdonsággal is rendelkeznek (például ütközés után visszanyerik eredeti alakjukat). John Scott Russell (1808–1882) volt aki elsőként megfigyelte a szoliton hullámok érdekes viselkedését, amelyeket ő transzlációs hullámnak nevezett.

## Magyarázat

A diszperzió és a nemlinearitás kölcsönhatása révén létrejöhetnek állandó alakú hullámok. Ha feltételezünk egy üvegben terjedő fényimpulzust, amit úgy tekintünk, mint több különböző frekvenciájú fény együttese. Ezekhez a különböző frekvenciákhoz más-más sebesség fog tartozni, így az üveg diszperziójából adódóan a fényimpulzus alakja bizonyos idő elteltével megváltozik (lelapul). Ugyanakkor a nemlineáris Kerr-effektusnak köszönhetően egy anyag törésmutatója egy bizonyos frekvencián függ a fény intenzitásától vagy amplitúdójától. Ha a fényimpulzus alakja pont megfelelő, a Kerr-effektus képes ellensúlyozni a diszperzió hatását, így az hosszú ideig megőrzi az alakját: szoliton.

## Története

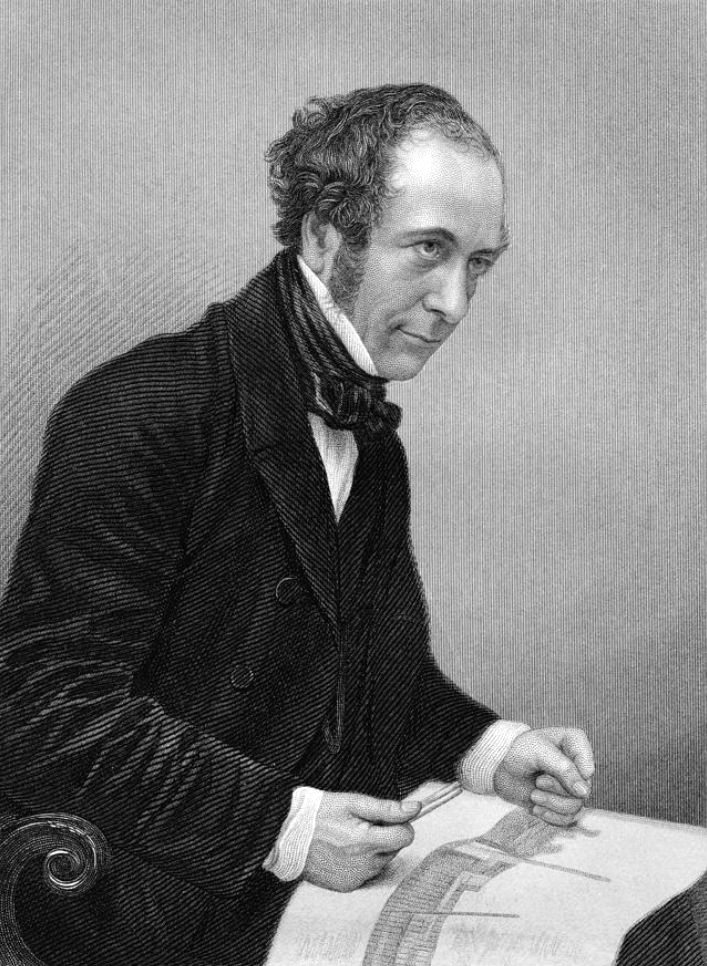
John Scott Russell

1834 augusztusában John Scott Russell skót mérnöknek rendkívüli élményben volt része, amikor egy alkalommal  kilovagolt az Edinburgh közelében lévő Union Canal (Edinburgh-Glasgow- összekötő csatorna) partjára. Emlékirataiban a következőképpen írt erről:
„ ...figyeltem egy hajót, ahogyan a szűk csatorna mentén egy lovas fogat meglehetősen sebesen vontatta, majd hirtelen megállt; de nem így azonban az általa mozgásban tartott víz, amely először vadul örvénylett a hajó orra körül, majd azt hirtelen elhagyva, nagy sebességgel hömpölygött tova, s közben felvette egy simára lekerekített, jól körülhatárolt hullám alakját, amely a csatornában látszólag változatlan formában és nem csökkenő sebességgel haladt tovább. Lóháton követtem hát ezt a hullámot, majd megelőztem, közben még mindig változatlan, 8-9 mérföldnyi sebességgel haladt, s eredeti alakját, kb. 30 láb1 hosszúság és másfél láb magasságú formáját megtartotta. Minekutána az egészet 1-2 mérföldnyi távon követtem, magassága kezdett lassan csökkenni, s a csatorna egyik kanyarjában szem elől tévesztettem.”
Scott Russell sok időt töltött az általa megfigyelt hullámok úgy kísérleti, mint elméleti tanulmányozásával. A saját kertjében épített kísérleti medencéjében tetszés szerint tudott előállítani szolitonokat. A kísérletei során a következő fő tulajdonságokat figyelte meg a szolitonokra vonatkozóan:  
- A hullámok stabilak és nagy távolságokra képesek eljutni (a normál hullámok belátható időn belül vagy ellaposodnak, vagy meredekebbé válnak és átbuknak).
- A hullám sebessége függ a hullám méretétől, valamint a vízmélységétől.
- Ellentétben a normál hullámokkal sohasem adódnak össze – tehát egy kicsi hullám áthalad egy nagyobb hullámon anélkül, hogy összekapcsolódnának.
- Ha a hullám mérete túl nagy a víz mélységéhez képest, akkor az kettéoszlik, egy kicsi és egy nagyobb hullámra.

Russellt haláláig foglalkoztatta, az általa megfigyelt hullámok felettébb különös természete. Halála után, fia adta ki a „Transzlációs hullámok” c. könyvét (1882), melyhez kortársai nem nagyon tudtak hozzászólni. Jó pár évvel a halála után Diederik J. Korteweg és Gustav de Vries holland matematikusok a róluk elnevezett Korteweg–de Vries egyenlet (nemlineáris differenciálegyenlet) felírásával(1895)  és ennek megoldásával bizonyították, hogy a Russell által megfigyelt szolitáris (magányos) hullámok elméletileg valóban lehetségesek. Ezután hosszú szünet következett. Norman Zabusky és Martin Kruskal 1965-ben numerikusan is megoldották a KdV egyenleteket. A modellezés során arra az érdekes eredményre jutottak, hogy bár az egyenletek nemlineárisak és két, különböző sebességgel haladó szolitáris hullámok, találkozásukkor erős kölcsönhatásba lépnek egymással, ez a kölcsönhatás csak időleges és a hullámok gyorsan visszanyerik eredeti alakjukat és sebességüket. Ez a folyamat az elemi részecskék rugalmas ütközésére hasonlít, s erre való utalásként vezették be a szoliton elnevezést. Gardner és társai 1967-ben az inverz szórás módszereként ismert transzformációval előállították a KdV-egyenlet egzakt megoldását.

## Néhány példa szolitonokra
Rétegzett folyadékokban a szolitonok kétfélék lehetnek.
- belső szolitonok
- felszíni szolitonok

A belsô szolitonok a közeg belsejében, a különböző sűrűségű rétegek határán terjednek. Ezeket a természetben keltheti például az árapály-hatás  az óceánok felső, melegebb vízrétegét az alsótól elválasztó ún. termoklin zónában, vagy egy gyorsan mozgó hidegfront az előtte tolt meleg levegőben.
Felszíni szolitonok a szabad felszínen jönnek létre. Ezekre egy félelmetes példa a vizes közegben a földrengések által keltett cunamik, amelyek több ezer km-t is haladnak az óceánban, mielőtt a sekély partokon megtörve pusztító energiájuk felszabadul. Egy másik érdekes példa rá a torlóár, amikor a dagály által keltett hullám felhatol egy folyó medrébe. Ilyen például a Quiantang (Kína), az Amazonas (Brazília), vagy a Severn (Nagy-Britannia)

## 2004[3]
A nagy amplitúdójú hullámok legegyszerűbb példái a szolitonok. Ezek a folyadékfelszín púp alakú kidudorodásai. A hagyományos szóhasználat szerint tehát nem a periodikus síkhullámok, hanem a csomagok megfelelői. A szolitonok fontos tulajdonsága, hogy c sebességük függ a kidudorodás A amplitúdójától és a H vízmélységtől, méghozzá a
c ={\displaystyle {\sqrt {gH}}} (1+(1/2)A/H)
szabály szerint. Ez arra a legtöbbször előforduló esetre vonatkozik, amikor az amplitúdó ugyan jóval kisebb, mint a vízmélység: A << H , de azért nem elhanyagolható. A kidudorodás oldal irányú kiterjedése, félszélessége (fél hullámhossza) ugyanekkor
l = H{\displaystyle {\sqrt {3H/4A}}}
ami H / A >>1 miatt jóval nagyobb, mint a vízmélység: l >> H . A folyadék ezért a szoliton szempontjából mindig sekély. A nemlineáris hullám tehát mindig gyorsabban terjed, mint a megfelelő lineáris hullám. A szolitonok sebessége függ tehát az amplitúdójuktól, és ráadásul még a hullámhosszuk is. Így végsősoron a c/l frekvencia is függ az amplitúdótól! Ez a szokásos lineáris hullámok világában elképzelhetetlen. Gondoljunk arra, milyen lenne a hang, ha frekvenciája amplitúdó-függő lenne (magassága függne pl. a hang erősségétől!). A jól ismert hang tehát lineáris hullám. A levegőben robbanáskor keletkező lökéshullámok viszont már nagy amplitúdójúak, nemlineárisak, ezek felelnek meg a hangterjedés nemlineáris hullámainak. A nemlineáris hullámok frekvenciájának szokatlan amplitúdó-függése analóg a nemlineáris rezgések periódusidejének amplitúdó-függésével. A szolitonok, szemben az ugyanolyan mélységű folyadékban terjedő lineáris hullámokból képzett hullámcsomagokkal, sohasem folynak szét. Ha ütköznek, az átfedési időszak után visszanyerik eredeti alakjukat. Erre a részecskeszerű tulajdonságra utal a nevükben szereplő „on” végződés. Fontos eltérő tulajdonságuk az is, hogy haladásuk irányába megmozgatják a víztömegeket (a lineáris hullámok csak rezgőmozgást hoznak létre, eredő elmozdulás nélkül). Ráadásul a vízben terjedő nagy kiterjedésű szolitonok (mint minden hosszú hullám) rendkívül lassan csillapodnak, gyakorlatilag ideálisként viselkedik ilyenkor a folyadék. Ezek a tulajdonságok együttesen vezetnek arra, hogy a földrengés által keltett szoliton tulajdonságú tengerhullámok, a tsunamik, nagyon veszélyesek lehetnek. Szomorú aktulitást adott a témakörnek a 2004. december 26-ai tsunami az Indiai-óceánban, mely rendkívüli károkat okozott. A nyílt tengeren a tsunami amplitúdója mindössze körülbelül egy méter volt: A=1m. A H=5km átlagos vízmélységgel számolva, képleteinkből c =800km/h és l=300km adódik. A nyílt tengeren a hullám tehát alig vehető észre, de hatalmas víztömeget érint és igen gyorsan halad (Szumátrától Indiáig 2 óra alatt ért el). Ez a víztömeg torlódik fel a sekély vízben és okoz hullámtörés közben jelentős pusztítást.

## Külső hivatkozások
- Takács Sándor: Szolitonok az optikai távközlésben, 2022. július 6. [2022. március 18-i dátummal az eredetiből archiválva].
- Egy laboratóriumi kísérlet bemutatása Archiválva 2016. március 5-i dátummal a Wayback Machine-ben